# Howcroft Brook
Der Howcroft Brook ist ein Wasserlauf in Lancashire, England. Er entsteht an Südwestseite des Pendle Hills und fließt in westlicher Richtung. Östlicher der A 59 road mündet er in den Pendleton Brook.